# Robert Murrell Stevenson (musicólogo)
Robert Murrell Stevenson (Melrose, Nuevo México, 3 de julio de 1916 - Los Ángeles, 22 de diciembre de 2012) fue un musicólogo americano. Estudió en la Universidad de Minas y Metalurgia de la Universidad de Texas en El Paso (BA 1936), el Juilliard Escuela de Música (piano, trombón y composición; graduado en 1939), Yale Universidad (MM) y la Universidad de Rochester (PhD en composición en 1942); el estudio más lejano le tomó a Universidad de Harvard (STB 1943), Princeton Teológico Seminary (ThM 1949) y Oxford Universidad (BLitt 1954). Enseñó en la Universidad de Texas y en Universidad de Coro del Westminster en la década de los 40. En 1949 se vuelve miembro de facultad  en la Universidad de California en Los Ángeles, en donde enseña hasta que 1987. Stevenson es también conocido por haber estudiado con Igor Stravinsky cuando era joven, y luego por ser profesor del influyente minimalista La Monte Young.
Su mayor interés fue dentro del área de la música latinoamericana, y contribuyó significativamente al registro histórico de la música española, portuguesa y americana. Escribió extensamente sobre la música africano-americana y la música de la iglesia protestante dentro de la América. En 1978 se convirtió en fundador-editor de la Revisión de Música Interamericana; ahora en su decimotercero volumen. Sus trabajos incluyen casi 30 libros, una vasta cantidad de artículos de revista, y un gran número de entradas de enciclopedia. Fue el coordinador de entradas sobre América para el suplemento Dado Musik en Geschichte und Gegenwart, y escribió más de 300 artículos para el Nuevos Grove Diccionario de Música y Músicos.

## Trabajos

### Libros
- Música en México: una Encuesta histórica, Nueva York: Thomas Y. Crowell, 1952 (revisado, 1971).
- Patrones de música de iglesia protestante, Duque Prensa Universitaria, 1953.
- La música en la Catedral de Sevilla 1478-1606, Los Ángeles, 1954 (la versión española editada por Sociedad Española de Musicología-SEdeM en 1985)
- Shakespeare´s frontera religiosa, El Hague: Martinus Nijhoff, 1958.
- Juan Bermudo, El Hague: Martinus Nijhoff, 1960.
- Música española en la época de Colón, El Hague: Martinus Nijhoff, 1958 (revisado, 1960).
- La Música de Perú. Aborigen y Viceroyal Épocas, Cacerola Unión americana, Washington, 1959.
- Música de catedral española en la Época dorada, Universidad de Prensa de California, 1961 (versión española: La música en las catedrales españolas del siglo de oro, traducido por María Dolores Cebrián de Miguel y Amalia Correa Liró. Revisado por Ismael Fernaández de la Cuesta), Madrid, Alianza Editorial, 1993.
- Música en azteca (y) Inca Territorio, Universidad de Prensa de California, 1961 (revisado, 1968).
- Música de Iglesia protestante en América, breve estudio de hombres y movimientos desde 1564 al presente, Nueva York: W.W. Norton & Compañía, 1966.
- Músicos y música portugueses en el extranjero (a 1650), Lima: Pacific Prensa, 1966.
- La Música en Quito, Arnahis, editores, 1968.
- Música en El Paso 1919-1939, Universidad de Texas en El Paso, 1970.
- Renacimiento y Fuentes Musicales Barrocas en la América, Washington: Secretaría General, Organización de Estados americanos, 1970.
- Fundaciones de la Ópera de Nuevo Mundo: con una transcripción del más temprano extant ópera americana, 1701, Lima: Pacific Prensa, 1973. (Versión española: Torrejón y Velasco, Tomás de, La Púrpura de la rosa, estudio preliminar y transcripción de la música, Lima: Instituto Nacional de Cultura, Biblioteca Nacional, 1976).
- Música de Navidad de México Barroco, Universidad de Prensa de California, 1974.
- Antología de Música Colonial latinoamericana, Washington: Secretaría General, Organización de Estados americanos, 1975.
- Historia de Música del Caribe una Bibliografía Anotada Selectiva con Suplemento Musical, Gemini editores de Gráfico, 1981.

### Grabaciones
- Justo Sanz y Sebastián Mariné. Robert Stevenson, Obras para Clarinete y piano, Homenaje al compositor, pianista y musicólogo en su 90.º aniversario. Real Conservatorio Superior de Música d Madrid, CD-06-II, Madrid, 2005.

- Datos: Q7350056